# Dani Massunguna
Massunguna Alex Afonso (sinh ngày 1 tháng 5 năm 1986 ở Benguela), hay Dani Massunguna là một hậu vệ bóng đá người Angola hiện tại thi đấu cho Primeiro de Agosto.

## Sự nghiệp câu lạc bộ
Dani Massunguna khởi đầu sự nghiệp tại Primeiro de Agosto, khi anh được đẩy lên từ đội trẻ năm 2002. Anh thi đấu 3 mùa giải ở Girabola trước khi chuyển đến Deportivo Huíla năm 2005. Anh trải qua 2 mùa giải với họ trước khi chuyển đến Primeiro de Maio. Dani chỉ thi đấu cho một mùa giải trước khi trở về câu lạc bộ đầu tiên, Primeiro de Agosto. Anh là một phần không thể thiếu của đội một, và màn trình diễn tốt đã giúp anh được triệu tập quốc tế.

## Sự nghiệp quốc tế
Dani Massunguna lần đầu được triệu tập vào đội tuyển quốc gia năm 2010 và có 5 lần ra sân.

### Bàn thắng quốc tế
Bàn thắng và kết quả của Angola được để trước.
| #  | Ngày                | Địa điểm                                 | Đối thủ    | Bàn thắng | Kết quả | Giải đấu                                     |
| -- | ------------------- | ---------------------------------------- | ---------- | --------- | ------- | -------------------------------------------- |
| 1. | 19 tháng 8 năm 2017 | Sân vận động 11 tháng 11, Luanda, Angola | Madagascar | 1–0       | 1–0     | Vòng loại giải vô địch bóng đá châu Phi 2018 |